# ヨシヒロ・ウチダ
ヨシ・ウチダ(Yosh Uchida)ことヨシヒロ・ウチダ（Yoshihiro Uchida、漢字：内田 義博、1920年4月1日 - 2024年6月27日）は、アメリカ合衆国の柔道指導者、実業家、教育者である。70年以上にわたりサンノゼ州立大学で柔道の指導を行うなど、アメリカでの柔道の普及に貢献した。弟のジョージ・ウチダもまた柔道指導者で、1972年ミュンヘンオリンピックのアメリカ代表柔道チームのコーチを務めた。2020年に100歳を迎えた後、2024年に104歳で死去した。

## 若年期
ウチダは1920年4月1日にカリフォルニア州のインペリアル・バレーの町カレクシコで生まれた。両親は日本からの移民で、農場で働いていた。その後ウチダはガーデングローブで育ち、10歳のときに柔道を初めた。
ウチダはサンノゼ州立大学で生物学を専攻し、1940年には学生でありながら同大学体育学部の柔道の指導者となった。第二次世界大戦中、ウチダの家族は強制収容所に送られた。ウチダはアメリカ陸軍に徴兵されたが、臨床検査技師として後方での勤務となったため、戦場へは行かなかった。1946年に復学して柔道の指導も再開し、1947年に大学を卒業した。

## 柔道指導者としてのキャリア
1947年に大学を卒業した後も、非常勤の柔道指導者として大学に残った。その間、オコナー病院で検査技師として働き、その後サンノゼ病院で検査技師長となった。
ウチダは、カリフォルニア大学バークレー校の柔道指導者ヘンリー・ストーンとともに、学生が互いに競い合えるようにするために体重別階級を導入するなど、柔道競技のルールを開発し、柔道を護身術としての格闘技から競技スポーツへと変化させた。ストーンとウチダの働きかけにより、1953年に柔道がアマチュア運動連合(AAU)の公認競技となり、同年、サンノゼ州立大学で第1回AAU全米柔道選手権が開催された。
ウチダは1960年から1961年にかけてアメリカ柔道黒帯連盟の会長を務め、ウチダのリーダーシップの下で、柔道の全米ランキングシステムが試験運用された。ウチダは空軍士官学校の柔道指導者フィリップ・S・ポーターと共同で、1962年に空軍士官学校で第1回全米大学柔道選手権を開催した。ウチダが指導するサンノゼ・ステート・スパルタンズの柔道チームは、第1回大会で優勝したほか、その後も40回以上優勝した。
1964年東京オリンピックにおいて柔道が初めて公認競技となり、ウチダはアメリカ代表柔道チームのコーチに任命された。チームのメンバーは、サンノゼ州立大学での教え子であるポール・マルヤマとベン・ナイトホース・キャンベル、および前年まで日本に留学していたジェームズ・ブレグマンだった。この大会ではブレグマンが中量級で銅メダルを獲得し、この競技の世界大会でアメリカ初のメダル獲得となった。
ウチダは東京オリンピックの後もアメリカでの柔道の普及に努めた。全米高校柔道選手権や全米オープン柔道トーナメントを創始し、いずれも第1回大会はサンノゼ州立大学で行われた。ウチダが率いるサンノゼ・ステート・スパルタンズの柔道チームは、2012年までの全米大学柔道選手権で51回中45回優勝している。2007年2月、サンノゼ州立大学はUSA柔道から、全米で6つの柔道のトレーニングサイトの一つに選ばれた。

## 実業家としてのキャリア
1957年、ウチダは住宅ローンを組むための収入を得るために、経営不振の衛生検査所を75ドルの頭金で3千ドルで買収した。ウチダは、以前働いていた病院からの仕事を請け負い、1か月でこの検査所の収支を黒字にした。ウチダはさらに衛生検査所を開設し、40か所にまで成長した。
ウチダは1989年にこの事業を3千万ドルで売却し、その資金でウチダ・エンタープライゼスを立ち上げた。ウチダは78人の投資家とともに「サンノゼ日本町コーポレーション」を設立し、サンノゼのジャパンタウン（日本町）に8千万ドル以上を投資して住宅や事業地区を開発した。また、シリコンバレーの日系アメリカ人商工会議所の設立にも関わった。

## 賞と栄誉

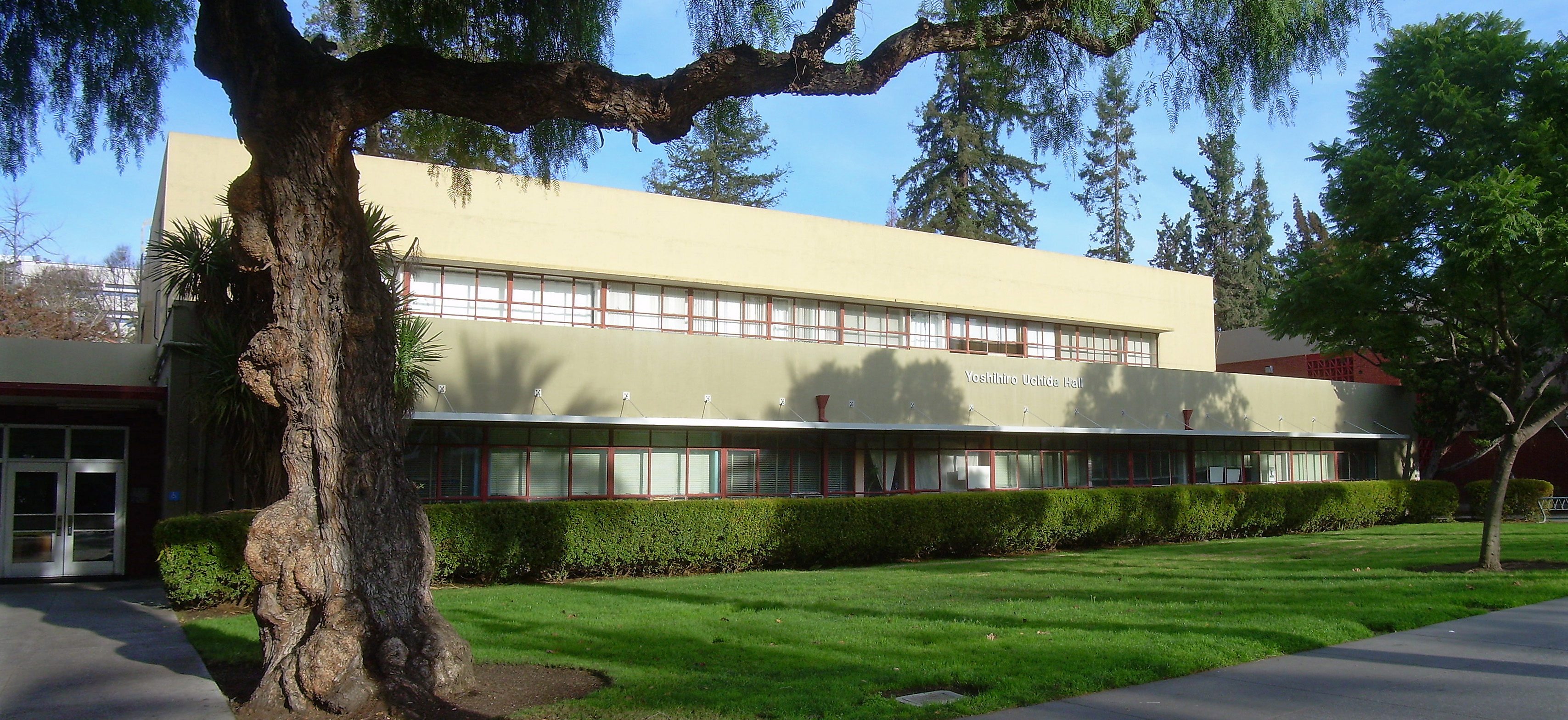
サンノゼ州立大学の「ヨシヒロ・ウチダ・ホール」

長年の柔道に対する貢献により、1986年に日本政府から瑞宝双光章を受章した。1996年にサンノゼスポーツ殿堂に殿堂入りした。また、母校サンノゼ州立大学からも多くの賞を受賞しており、1992年には同大学の最高の賞であるタワー賞を、2004年には人文学の名誉博士号を授与された。サンノゼ州立大学のキャンパスの柔道場が併設された体育棟は、1997年に「ヨシヒロ・ウチダ・ホール」と改名された。